# Valdomiro Soares Eggres
Valdomiro Soares Eggres, auch bekannt als Valdo (* 8. Februar 1988 in Alegrete), ist ein brasilianischer Fußballspieler.

## Karriere
Seinen ersten Vertrag unterschrieb Valdo 2017 bei Brusque FC in Brusque (Santa Catarina). Über die brasilianischen unterklassigen Vereine CA Tubarão, Criciúma EC, Boa EC, Veranópolis ECRC, Brasília FC Campinense Clube und Ituano FC wechselte er 2014 nach Zypern, wo er einen Vertrag bei Ethnikos Achnas in Dasaki Achnas unterschrieb. Hier absolvierte er 27 Spiele und schoss dabei zehn Tore. Im September 2015 ging er nach Thailand. Hier unterschrieb er einen Vertrag bei Air Force Central in Bangkok. Die Mannschaft spielte in der Zweiten Liga, der Thai Premier League Division 1. 2017 wurde er mit dem Verein Vizemeister und stieg somit in die Erste Liga auf. Nach dem Aufstieg verließ er Thailand und ging wieder nach Zypern. Hier schloss er sich dem Erstligisten Paphos FC aus Paphos an. Nach sechs Monaten wechselte er wieder nach Thailand. Anfang 2018 unterschrieb er einen Vertrag bei Thai Honda FC in Bangkok. Der Verein spielte in der zweiten Liga, der Thai League 2. Nachdem Thai Honda Ende 2019 bekannt gab, dass man nicht mehr in der Thai League antreten wird, verließ er den Club und schloss sich dem Zweitligisten Nongbua Pitchaya FC aus Nong Bua Lamphu an. Im März 2021 feierte er mit Nongbua die Zweitligameisterschaft und den Aufstieg in die erste Liga. Für Nongbua absolvierte er 31 Zweitligaspiele. Nach dem Aufstieg verließ er den Verein und schloss sich zu Beginn der Saison 2021/22 dem Erstligaabsteiger Trat FC an. Am Ende der Saison 2022/23 feierte er mit dem Verein aus Trat die Vizemeisterschaft und den Aufstieg in die erste Liga. Nach zweit Spielzeiten, in denen er insgesamt 60 Ligaspiele für Trat bestritt, wechselte er im Juli 2023 nach Nakhon Si Thammarat zum Zweitligisten Nakhon Si United FC. Die Saison 2023/24 wurde er mit dem Verein Tabellenfünfter und qualifizierte sich somit für die Aufstiegsspiele zur ersten Liga. Hier konnte man sich jedoch nicht gegen den Rayong FC durchsetzen und verblieb in der zweiten Liga. Nach 37 Ligaspielen, in denen er 13 Treffer erzielte, wurde sein Vertrag im Sommer 2024 nicht verlängert. Im Juni 2024 verpflichtete ihn der Erstligist Nakhon Pathom United FC. Am Ende der Saison 2024/25 belegte er mit Nakhon Pathom den vorletzten Tabellenplatz und musste somit in die zweite Liga absteigen. Nach dem Abstieg verließ er den Verein und schloss sich im Juli 2025 dem Zweitligisten Police Tero FC an.

## Erfolge
Criciúma EC
- Campeonato Brasileiro de Futebol – Série B: 2012 (2. Platz)

Campinense Clube
- Campeonato Paraibano de Futebol: 2014 (2. Platz)

Air Force Central
- Thailändischer Zweitligavizemeister: 2017 (Vizemeister)

Nongbua Pitchaya FC
- Thailändischer Zweitligameister: 2020/21  ▲

Trat FC
- Thailändischer Zweitligavizemeister: 2022/23  ▲